# Selmice
Selmice (německy Selmitz) jsou obec v okrese Pardubice v Pardubickém kraji. Žije zde 136 obyvatel. Leží šest kilometrů východně od Týnce nad Labem.

## Historie
První písemná zmínka o obci pochází z roku 1142, kdy byla obec majetkem Opatovického kláštera. Později se obec dostala do vlastnictví cisterciáckého kláštera v Sedlci, ale během husitských válek mu byla odebrána. V roce 1436 bylo týnecké panství králem Zikmundem přepsáno společně s městem Týnec a obcemi Selmice, Chrčice a Krakovany Vaňkovi z Miletínka. V 16. století vesnici získali páni z Pernštejna. Když v roce 1560 prodal Jaroslav z Pernštejna kunětické panství králi Ferdinandovi I., patřili k němu i Selmice. Po zničení kunětického hradu připadly jeho statky pánům z Pardubic. V roce 1831 nechal král František I. postavit severně od Selmic Františkov (Franzenshof) jako pobočku císařského dvorního hřebčína Kladruby pro jedno- až čtyřleté koně.
V roce 1835 bylo v obci Selmitz ležící v Chrudimském kraji 30 domů, v nichž žilo 230 obyvatel, z toho dvě protestantské a jedna židovská rodina. V obci byl filiální kostel sv. Vavřince. K obci patřil dvůr Františkov. Katolickou farností byl Týnec nad Labem, personál Františkova však patřil pod farnost Kladruby.

## Geografie
Selmice se nachází na pravé straně řeky Labe v Polabské nížině. Jižně se nachází tepelná elektrárna Chvaletice.

## Obyvatelstvo
| Rok            | 1869 | 1880 | 1890 | 1900 | 1910 | 1921 | 1930 | 1950 | 1961 | 1970 | 1980 | 1991 | 2001 | 2011 | 2021 |
| -------------- | ---- | ---- | ---- | ---- | ---- | ---- | ---- | ---- | ---- | ---- | ---- | ---- | ---- | ---- | ---- |
| Počet obyvatel | 259  | 286  | 259  | 268  | 289  | 275  | 268  | 222  | 226  | 206  | 166  | 137  | 133  | 235  | 144  |
| Počet domů     | 30   | 33   | 33   | 35   | 37   | 39   | 50   | 53   | 55   | 51   | 49   | 55   | 58   | 59   | 58   |

## Obecní správa
Mezi lety 1850–1860 Selmice byly obcí v okrese Pardubice. V letech 1860–1868 patřily jako část obce ke Kladrubům nad Labem a v letech 1868–1890 byly znovu obcí. V letech 1900–1930 patřily znovu jako část obce ke Kladrubům nad Labem a od roku 1947 jsou opět samostatnou obcí v okrese Pardubice (1900–1930), poté v okrese Přelouč (1950) a později opět v okrese Pardubice.

### Obecní symboly
Znak a vlajka byly obci uděleny rozhodnutím předsedy Poslanecké sněmovny Parlamentu České republiky dne 4. dubna 2019.

## Pamětihodnosti
- Kostel svatého Vavřince
- Socha svatého Gottharda
- Hřebčín Franzenshof